# فونت كونفغ
فونت كونفغ (بالإنجليزية: fontconfig)‏ هي مكتبة برمجية حرة صُمِّمَت لتوفير خدمات التهيئة وحصر الخطوط واستبدالها للبرامج الأخرى. كتب فونت كونفغ في الأصل كيث باكارد وساهم بتطويرها، ويتولى حاليًا مهمة تطويرها وصيانتها بهداد إصفهبد.
يُستخدم نظام فونت كونفغ عادةً في سطح المكتب الرسومي لنظم تشغيل لينكس (وبقية الأنظمة الشبيهة بيونكس)، مثل إكس أورج ووَيلَند، حيث يظل جزءًا مهمًا في معالجة الخطوط. ومع ذلك، يُستخدم أيضًا في بعض الأحيان على منصات أخرى، وخاصة في إصدارات ويندوز من البرمجيات التي تستخدم بانغو لتنسيق النصوص وعرضها، مثل برنامج جنو لمعالجة الصور.

## الاستخدام
يستطيع المستخدمون النهائيون استعمال فونت كونفغ بشكل مباشر أو غير مباشر لتخصيص وضبط الخطوط في النظام.
يمكن للبرمجيات استخدام فونت كونفغ بطريقتين:
- الاستعلام عن الخطوط المتوفرة في النظام
- أو الاستعلام عن خط يطابق معايير معينة (تشكل نمطًا محددًا) بأقرب شكل ممكن.

ولإجراء مطابقة الخطوط، يخزن فونت كونفغ معلومات التنضيد لجميع الخطوط المثبتة، بما في ذلك اسم عائلة الخط، ونمطه، ووزنه، والنقاط لكل بوصة (DPI)، وتغطية يونيكود. وتُستخدم هذه المعلومات أيضًا لإجراءات استبدال الخطوط.

## الضبط
يستخدم فونت كونفغ تنسيق لغة التوصيف القابلة للتوسعة (XML) لملفات إعداداه، ويوجد تعريف نوع المستند (DTD) الخاص بملفات فونت كونفغ عادةً في المسار /etc/fonts/fonts.dtd.
أما ملف الإعداد الرئيسي (الموجود عادةً في المسار /etc/fonts/fonts.conf) فيشير إلى عدة مسارات ضبط أخرى قد تكون موجودة أو غير موجودة:
- /etc/fonts/fonts.conf
- /etc/fonts/conf.d
- $XDG_CONFIG_HOME/fontconfig/conf.d
- $XDG_CONFIG_HOME/fontconfig/fonts.conf
- ~/.fonts.conf.d
- ~/.fonts.conf

مثال بسيط على ملف ضبط:
```
<?xml version="1.0"?>

<!DOCTYPE fontconfig SYSTEM "fonts.dtd">

<fontconfig>

    
<!-- Enable antialiasing for all fonts -->

    
<match
 
target=
"font"
>

        
<edit
 
mode=
"assign"
 
name=
"antialias"
><bool>
true
</bool></edit>

    
</match>

</fontconfig>

```

## الأدوات
يأتي فونت كونفغ مع 8 أدوات سطر أوامر للإدارة والاستعلام عن الخطوط وإعدادات الخطوط في النظام:
- fc-list: يسرد جميع الخطوط التي يعرفها فونت كونفغ أو جميع الخطوط المطابقة لنمط معين.
- fc-match: يطابق نمط الخط (نمط فارغ بشكل أساسي) باستخدام قواعد مطابقة فونت كونفغ العادية للعثور على الخط الأنسب المتوفر.
- fc-cache: ينشئ ذاكرة مخبئية لكافة خطوط فري تايب (برنامج) القابلة للقراءة في مجلد محدد أو ينشئ ذاكرة مخبئية لجميع خطوط فري تايب القابلة للقراءة من كافة المجلدات المحددة في ملفات الضبط.
- fc-cat: يقرأ معلومات الخط من ملفات الذاكرة المخبئية أو المتعلقة بمجلدات الخطوط ويعرضها بتنسيق أسكي (ASCII).
- fc-query: يستعلم عن ملفات الخطوط ويعرض الأنماط الناتجة.
- fc-scan: يفحص ملفات ومجلدات الخطوط ويعرض الأنماط الناتجة.
- fc-pattern: يسرد أفضل الخطوط المطابقة للأنماط المقدمة.
- fc-validate: يتحقق من صحة ملفات الخطوط ويعرض النتائج.

## وصلات خارجية
- الموقع الرسمي
- دليل فونت كونفغ
- ضبط وتخصيص الخطوط للنظم مفتوحة المصدر (PDF)